# Jules Knight
Julian Jules Knight es un cantante, modelo y actor inglés, más conocido por haber formado parte del grupo Blake y por haber interpretado a Harry Tressle en la serie Holby City.

## Biografía
Antes de empezar en la actuación trabajó en relaciones públicas y como repartidor de volantes. A los 18 años Jules ganó una beca para asistir al Wells Cathedral donde cantó profesionalmente por un año, luego se unió a la Universidad de St. Andrews, donde completó una maestría en historia del arte. Más tarde obtuvo uno de los 20 lugares entre más de 3.000 solicitantes para asistir al Central School of Speech and Drama, de donde se graduó en el 2007 con una licenciatura en actuación para la pantalla.
Jules conoció al Príncipe William en la universidad. Salió con la actriz Ciara Janson, pero la relación terminó. Comenzó a salir con Jo Renwick, pero la relación terminó en junio del 2014.

## Carrera
Cantó como corista en el coro de la Catedral de Winchester.
Actuó en prestigiosas salas teatrales como la Ópera de Sídney, el Royal Albert Hall de Londres y en el St Thomas's Cathedral en Nueva York.
El 14 de mayo de 2013 se unió al elenco principal de la serie médica Holby City donde interpretó al atractivo doctor Harry Tressler, hasta el 14 de abril de 2015 después de que su personaje se fuera a Chicago luego de comprometerse con la enfermera Mary-Claire Carter (Niamh McGrady).

## Carrera musical
Formó parte de la banda Blake junto a Ollie Baines, Stephen Bowman y Humphrey Berney, su álbum debut ganó un premio en los Classical Brits en el 2008 en la categoría de álbum del año y obtuvo el oro tres semanas después.
Su tercer álbum titulado Together le dio al grupo su segunda nominación a los premios Brit. El grupo dio varias exitosas giras por diferentes partes del mundo, entre ellas Filipinas, Sudáfrica, Australia, China, Rusia, Escandinavia y Japón. También interpretaron en lugares como el Albert Hall, el estadio olímpico de Twickenham, Wembley y en el Royal Festival Hall.
Jules dejó al grupo en el 2013 para iniciar su carrera como actor luego de unirse al elenco principal de la serie Holby City.

## Filmografía

### Series de televisión
| Año             | Título        | Personaje              | Notas                              |
| --------------- | ------------- | ---------------------- | ---------------------------------- |
| 2016 - presente | The Royals    | Spencer Hoenigsberg    | 4 episodios                        |
| 2016            | Tokyo Trial   | Quentin Quentin-Baxter | 3 episodios                        |
| 2016            | Agatha Raisin | Guy Freemont           | episodio "The Wellspring of Death" |
| 2013 - 2015     | Holby City    | Dr. Harry Tressler     | 78 episodios                       |

### Teatro
| Año | Obra                           |
| --- | ------------------------------ |
| -   | Antigone                       |
| -   | Follies                        |
| -   | City of Angels                 |
| -   | My Fair Lady                   |
| -   | Sweet Charity                  |
| -   | Who's Afraid of Virginia Woolf |

### Documental
| Año  | Título                             | Papel                                     |
| ---- | ---------------------------------- | ----------------------------------------- |
| 2012 | William at 30                      | Amigo de William & Kate en la universidad |
| 2010 | William & Kate: A Royal Engagement | Él mismo                                  |

### Apariciones
| Año              | Programa    | Notas                 |
| ---------------- | ----------- | --------------------- |
| 2008, 2009, 2011 | Loose Women | 4 episodios - artista |